# Камило Хосе Села
Камило Хосе Села (шп. Camilo José Cela), био је утицајни шпански писац и есејиста. Писао је углавном романе и приповетке, а бавио се и другим књижевним жанровима, као што су есеји, путописи, драме. Писао је и позоришне комаде и филмска сценарија. Године 1957. постао је члан Шпанске краљевске академије, а године 1989. добио је Нобелову награду за књижевност.

## Биографија
Камило Хосе Села (11. мај 1916 - 17. јануар 2002) рођен је у Ирији Флавији (Падрон, Галиција, Шпанија). Пре него што је постао професионални писац, Села је похађао Универзитет у Мадриду где је кратко студирао право. Такође се борио и у Шпанском грађанском рату на Франковој страни, док га није ранила граната па се његова војна служба морала завршити. Након рата Села се посветио новинарском раду, а радио је и неколико послова бирократске природе, укључујући цензурисање, због чега је касније био критикован. Године 1944. оженио се са Росарио Конде Пикавеом с којом је 1946. добио сина Камила Хосеа Селу Кондеа који је такође писац. Године 1991. Села се оженио по други пут, са Марином Кастањо.
„Породица Пасквала Дуартеа“ (шп. La familia de Pascual Duarte) је Селин први роман. Роман је од посебне важности зато што је значајно утицао на то у ком ће се смеру развијати послератни шпански роман. То је једина његова књига преведена на српскохрватски језик. Објављена је у Загребу, у преводу Јосипа Табака, под насловом “Пасквал Дуарте и његови злочини”, у издању Матице хрватске из 1964. године. Села је овај роман објавио 1942, у својој двадесет шестој години, и сматра се да је њиме дао нови живот шпанској књижевности. Овим делом је стекао престиж међу европским књижевницима. Доживео је успех и код критичара и код публике.
Роман представља чврст мост између предратне и послератне шпанске књижевности. Изазвао је изненађење, како избором протагонисте и теме, тако и приповедачком техником и атмосфером, које ће остати константа у Селиној прози. Селин стил се може описати као мрачни реализам, пун сарказма и гротеске, а Селин јунак, Пасквал Дуарте као егзистенцијалистички херој који има проблема с проналажењем логике у конвенционалном моралу и чини велики број злочина, због којих не осећа никакву грижу савести. Тиме је сличан Мерсаулту у роману Албера Камија - „Странац“ (фр. L'Étranger).
 Селин стил се може описати као мрачни реализам, пун сарказма и гротеске.
Године 1944. Села је објавио још два романа: “Павиљон одмора” и “Нова лутања и невоље Ласариља с Тормеса”. Први је проистекао из Селиног боравка у једном опоравилишту за туберкулозне болеснике, а други, пастиш првог пикарског романа, “Ласариља с Тормеса”, покушај је да се актуелизује пикарски жанр, и уједно књига која најављује један од Сели веома драгих жанрова, путопис.
Његово најпознатије дело „Кошница“ (шп. La Colmena) објављено је 1951. године. Необичне хронологије и с великим бројем ликова (више од триста), дело на иновативан начин говори о послератном Мадриду. Ово је Селин први роман који прихвата ону струју шпанске књижевне традиције што полази од Лопеове Фуентеовехуне (шп. Lope de Vega "Fuenteovejuna"), чија је главна одлика колективни јунак. У ствари, реч је о једном веома амбициозном делу, чији је наслов само друго име за Мадрид из времена одмах после грађанског рата, док је још трајао Други светски рат. Кошница је галерија ликова, најразличитијих типова, пореклом из разних друштвених слојева, који су сви, међутим, јадници, понижени и увређени, предани својим ситним пословима, прљавим сплеткама, просјачењу, зеленашењу, опхрвани свим могућим несрећама и невољама, али такав живот прихватају са потпуном природношћу; како би све то успео да обухвати на три стотине страница, аутор исписује одвојена, кратка, и на први поглед неповезана поглавља. Она је, као таква, учврстила Селин углед код критике и публике. На његов стил је утицао шпански реализам, посебно Мигел де Сервантес и Бенито Перес Галдос, као и савремени енглески и француски аутори као што су Џојс и Сартр. Селин типични стил - саркастични, често гротескни облик реализма, одражава се у „Кошници“. Требало би нагласити и да је ово, као и нека друга Селина дела, прво објављено у Аргентини зато што је Франкова влада, повезана с Римокатоличком Црквом, његова дела забранила због неморалности садржаја све док Мануел Фрага Ирибарне, министар информација и туризма франкистичке владе, није лично одобрио његово штампање.
Један од његових авангардних романа јесте „Сан Камило, 1936“ (шп. San Camilo, 1936) из 1969. године. Ово Селино дело написано је као непрекидан ток свести. То је фреска једне епохе, представљене до најситнијих детаља, праћена низом размишљања о свему што се догађа. Села је касније написао бројне романе: „Христос против Аризоне“ (шп. Cristo versus Arizona), „Мазурка за два мртваца“ (шп. Mazurca para dos muertos), „Крст Сан Андреса“ (шп. La cruz de San Andrés), „Шимшир“ (шп. Madera de boj) итд.
Од краја 1960-их, упоредо с објављивањем дела „Сан Камило, 1936“, Селин је рад постајао све више експерименталан. На пример, године 1988. написао је „Христос против Аризоне“(шп. Cristo versus Arizona) који говори о двобоју у ОК Коралу у једној реченици која се протеже на више од стотину страница.
Године 1955, Села се упустио у писање егзотичне приче, у роману „Риђокоса“, чији је поднаслов „Приче из Венецуеле". Овај роман, написан по наруџби, требало је да говори о венецуеланским људима и проблемима, али се показало да је то још један – Селин роман. Реч је о низу прича које се врте око лепе риђокосе Пипије Санћес, у венецуеланској средини коју сами Венецуеланци нису препознали као своју.
Селина моћ запажања и одличног описивања присутна је и у његовим путописима, заснованим на његовим путовањима кроз руралне делове Шпаније и Латинске Америке. Његови најпознатији путописи су „Пут у Алкарију“ (шп. Viaje a la Alcarría) из 1948. године, затим „Од Миња до Бидесоара“ (шп. Del Miño al Bidasoa) из 1952. и дело „Јевреји, Мавари и хришћани“ (шп. Judíos, moros y cristianos) из 1956. године. Међу његовим бројним кратким приповеткама је и „Ови облаци који пролазе“ (шп. Esas nubes que pasan), затим четири дела која се налазе у колекцији „Ветрењача и друге кратке приче“ (шп. El molino de viento y otras novelas cortas). Села је такође писао есеје, поезију и мемоаре. У позним годинама је често гостовао у телевизијским емисијама. Године 1955. преселио се на Мајорку, где је годину дана касније основао веома цењен часопис шп. Papeles de Son Armadans. Године 1968. објавио је свој велики речник под називом шп. Diccionario secreto који представља компилацију необјављених, али добро познатих речи и фраза.
Његова књижевна дела – кратке приче, путописи, одликује експериментисање и иновирање форме и облика.
Једанаести Селин роман изашао је године 1988. Села је већ био живи класик шпанске књижевности и учитељ млађих генерација, иако је био нестандардни учитељу, који то никако није хтео бити.
Приче заузимају значајан део Селине приповедачке активности. Међу њима су, на пример, „ц и његова дружина“ и друге карпетоветонске белешке, из 1949. године, „Стари пријатељи“, из 1960—61. године, „Салонска корида“ из 1963. Тореадори и корида представљају посебно поглавље у оквиру Селиних занимања, заснованих на једној „келтиберској естетици“ чији су претходници препознатљиви: Гоја, Кеведо, Ваље-Инклан, Буњуел, итд. Затим следе „Нове мадридске сцене“, приче из 1965-66, и „Каприци Франсиска де Гоје и Лусјентеса“, објављена после доделе Нобелове награде 1989. године.
Године 1962. Села објављује „Прегршт басни без љубави са тридесет два Пикасова цртежа“. Овај необичан скуп поучних прича, како се читаоцу сугерише у самом наслову, јесте својеврсна прерада добро познатих повести, легенди, митова: о Адаму и Еви, о Нарцису, Федри, тројанским јунацима, али и о извесном Дон Бобу, „тврдоглавом и рецидивном Јеврејину“ којега је спалила Инквизиција на Мајорци на месту на којем је данас ноћни клуб, о монахињи Фани Прајс, из 10. века п. н. е., итд. Све то, наравно, илустровано Пикасовим цртежима. И овде, као и у другим Селиним прозним делима, начин приповедања је толико пун набоја да, ако и не замењује радњу, а оно је свакако чини наглашенијом него иначе. Села радије користи набрајање него описивање, чиме писцу који поседује онако богат речник нимало није тешко да постигне већи приповедачки ефекат.
Најпознатија Селина збирка приповедака (писана у више наврата) јесу “Карпетоветонске белешке”, које сам Села сматра једним од најзначајнијих аспеката свог приповедачког умећа, па чак и засебним жанром који је тешко дефинисати.
Писао је и за позориште, а књижевничку каријеру почео је 1936. године збирком песама „Док ступам у сумњиву дневну светлост“.
Још 1957. године постао је члан Шпанске краљевске академије (шп. Real Academía Española - RAE) и њен члан је био наредних четрдесет пет година. Селу је 1996. године, због његових књижевних заслуга, краљ Хуан Карлос Први прогласио маркизом од Ирије Флавије (шп. Don Camilo José Cela Trulock, marqués de Iria Flavia). Године 1989. награђен је Нобеловом наградом за књижевност за своје дело „Породица Пасквала Дуартеа“ (шп. La familia de Pascual Duarte).
Добио је награду „Принц од Астурије“ за универзални допринос уметности. Године 1995. добио је и Награду Сервантес, највећу награду за књижевност на шпанском језику, коју је Села највише прижељкивао, можда зато што му је најдуже измицала.
Умро је у Мадриду 17. јануара 2002. године.

## Легенда о Сели
Један од најбољих шпанских модерних писаца био је доушник Франковог фашистичког режима и издао своје колеге интелектуалце током 1960-их година, према скоро откривеним званичним подацима. Камило Хосе Села, последњи Шпанац који је добио Нобелову награду за књижевност, наставио је да даје информације против писаца и академаца и након што су они мислили да се прикључио настајућем реду дисидентских писаца.
Ово је открио добро познати историчар Пир Исас, који је нашао папире који доказују да је Села својевољно достављао информације Франку и предлагао да неки писци могу бити подмићени, “укроћени“, па чак и преобраћени у фашистички режим.
Ове тврдње само су додатак легенди о Сели, који је био оптуживан за крађу идеја и плагијате. Порицао је све оптужбе, али имао је велики капацитет да ствара несугласице и непријатеље.
Још једна информација коју је Села одао, између осталог, била је да су четрдесет два од сто два потписа који поричу насиље полиције над рударима из Астурије били чланови Шпанске комунистичке партије.
Села је предложио да би мета режима требало да буде Педро Лаин Ентралго, водећи интелектуалац, на основу тога што је био слабији карактер од осталих анти-франкиста. Извештај показује да је прихваћен Селин савет и да је за његово спровођење остављено 20 милиона пезета. Али, званични докази да је план спроведен не постоје.
Како каже Пир Исас, Села је био веома сложена личност:
| „ | Изгледало је као да је у неким периодима свог живота користио све карте из шпила. | ” |

## Нови књижевни стил
Својим делом „Породица Пасквала Дуартеа“ започео је нови, наративни стил у књижевности који се назива тремендизам (шп. tremendo – ужасан, страшан), који осликава реалност у свој њеној сировости. Овај стил је у будућности утицао на многе шпанске писце.

## Дела
Камило Хосе Села поред бројних новела, кратких прича и романа пише и чланке, путописе, позоришне комаде, а бавио се и превођењем.
Нека од његових најпознатијих дела су:

### Поезија
- „Гажење сумњиве светлости дана“ (1936)
- „Манастир и речи“ (1945)
- „Пут у Алкарију“ (1948)
- „Три галицијске поеме“ (1957)
- „Пешчани сат, сунчани сат и сат од крви“ (1989)
- „Комплетна поезија“ (1996)

### Новеле
- „Свети Камило“ (1936)
- „Породица Паскуала Дуартеа“ (1942)
- „Шатор за починак“ (1943)
- „Павиљон одмора“ (1944)
- „Нова лутања и невоље Лазариља из Тормеса“ (1944)
- „Кошница“ (1951)
- „Госпођа Калдвел разговара са својим сином“ (1953)
- „Дужност таме 5“ (1973)
- „Мазурка за два мртваца“ (1983)
- „Христос против Аризоне“ (1988)
- „Крст светог Андреса“ (1994)
- „Дрво шимшира“ (1999)

### Кратке приче
- „Кафић за уметнике“ (1953)
- „Ветрењача“ (1956)
- „Породица хероја“ (1965)

### Приче и записи
- „Стари пријатељи“ (1960)
- „Једанаест прича о фудбалу“ (1963)
- „Уши дечака Раула“ (1985)
- „Јато голубица“ (1987)
- „Човек и море“ (1990)
- „Породичне историје“ (1999)

## Христос против Аризоне
Роман Христос против Аризоне се издваја по томе што се у њему налази много, ако не све, од онога што је читалац научио да препозна као Селу. Овде је прочишћено и сконцентрисано све оно што је суштинска одлика Селиног стила. Сматра се једним од најпознатијих Селиних дела. Неуморан дух шпанског нобеловца који је за живота основано сматран једним од најдаровитијих и најснажнијих писаца савремене Европе, у овом делу поприма најексперименталнији облик. У роману се саопштавају догађаји код ОК корала из 1881. године, кад се одиграо чувени обрачун у којем су учествовали Вајат Ерп, Док Холидеј и други. Али, причу у једном даху и у једној јединој реченици, као бесконачни монолог, прича извесни Вендел Ливерпул Еспана, необразовани лик, незаконити син проститутке, и то, разумљиво, из сопствене перспективе. Тако настаје беспоштедна и гротескна повест која слика амерички Југ, проткана скатолошким и грубим сексуалним призорима, расистичким елементима и убиствима, а пишчева имагинација, у дивљој приповедачкој структури која непрекидно надилази себе, стилистички инвентивна, нема граница.
Оно што је такође карактеристчно за њега па и у овом експлозивном роману јесте да његов језик, у правом смислу те речи, изискује нарочите преводилачко-уметничке напоре.

## Цитати
Постоје два типа људи: они који праве историју и они који јој подлежу.
Када дугови нису плаћени, јер не могу бити, најбоље је не причати о њима и опет промешати карте.
Националиста верује да је место где се родио најбоље место на свету, то није тачно. Патриота верује да место где се родио заслужује сву љубав света, и то је тачно.
Онај који одолева побеђује.
Национализам се лечи путовањем.
Идеје? Моја глава их је пуна, једна за другом, али оне ту немају никакву сврху. Оне се морају ставити на папир, једна после друге.
Смрт је слатка; али њено предсобље, окрутно.
Љубав је стање идиотизма.. лепа.
Великим делом се узбуђење које је роман изазвао дугује чињеници да сам ствари назвао својим именом. Када нека средина мирише на нешто, оно што човек треба да учини како би га приметили није да покуша да мирише исто тако, само мало јаче, него, једноставно, покушати променити мирис.
Смрт је апсолутна вулгарност; сви рођени заврше пролазећи кроз њу.
Историја већ има довољан број страница да нас научи две ствари: да моћни никада не могу да се пореде са најбољима, и да политика никада није била саткана од политичара.
Седам година неког догађаја, догађај је већ други.
Да бисмо писали, само треба имати нешто да се каже.

## Занимљивости
- Овај шпански књижевник је сматран једним од највећих шпанских писаца 20. века. Аутор је четрнаест романа и још низа књига поезије, приповедака, путописа, филмских сценарија и адаптација, фељтона и једне енциклопедије еротизама. Свестрани Села опробао се и у глуми, сликарству, а био је и светски путник и политичар. Године 1947. направио је изложбу слика у Мадриду. Три године касније појавио се као глумац у једном шпанском нискобуџетном филму. Путовао је Шпанијом и Латинском Америком и 1953. године вратио се из Венецуеле „са љубавницом,Универзитет „Камило Хосе Села“ у Мадриду плавушом и уговором који је и са огромне даљине изгледао као најспектакуларнији од свих које је икада потписао неки шпански писац”. Диктатор Перес Хименес наручио је од њега и великодушно платио роман који је требало да прослави ову земљу. Године 1977, после смрти генерала Франка, изабран је у Парламент као сенатор у прелазној влади Адолфа Суареса, па чак је и учествовао у изради шпанског Устава.
- 1993. године добија почасни докторат Универзитета Сарајева. Постао је почасни члан шпанског Националног удружења патолога, у знак признања за изванредан опис аутопсије у роману „Мазурка за два мртваца”. Такође постаје и почасни грађанин Тусона у Аризони што је било признање његовом роману „Христос против Аризоне”.
- Села је био контроверзна личност. Нису сви били одушевљени њиме. Сматрали су га шовинистом, франкистом, саркастичном особом, циником па и простаком. Он је, понајвише од свега, био отворен. Говорио је оно што је мислио, и то свакоме коме је хтео. Повредио је многе људе па и своју породицу. Скандали из његовог живота пунили су трач-рубрике шпанских популарних часописа.[12]
- Један универзитет у Мадриду носи Селино име.[13]
- Сахрањен је под стогодишњом маслином у Ирији Флавији.[14]

## Смрт
Камило Хосе Села је преминуо 17. јануара 2002. године у 8 сати ујутру у једној болници у Мадриду у својој 85. години. Смрт је наступила као последица кардиореспираторне болести у завршној фази. Специјалиста је објаснио да је Села неко време боловао од опструктивне болести плућа као и кардиомиопатије што му је проузроковало акутни едем плућа. Директор клинике у којој је Села преминуо навео је да Села није ни био свестан озбиљности свог стања и да је у среду, дан пре смрти, последњи пут могао да прича пре него што је упао у кому. Његове последње речи које је изговорио док је био још у свесном стању су: „Марина, волим те. Живела Ирија Флавија!“ Озбиљност ситуације доказује и податак да Села није могао да превазиђе компликације иако је већ пет година носио пејсмејкер. На крају је ипак поклекао и преминуо од срчане инсуфицијенције.

## Галерија слика
- Гвадалахара. Споменик Камилу Хосеу Сели
- Споменик Камилу Сели у Падрону
- Гаспар Санчес Салас и Камило Хосе Села